# 山海关北洋铁路官学堂
山海关北洋铁路官学堂（英語：Imperial Chinese Railway College），1896年创建于天津南营门外，1897年初成立之时为北洋大学堂附设津榆铁路学堂，1897年11月22日，铁路学堂奉胡燏棻令自北洋大学堂析出，搬迁至山海关开始独立办学，定名为山海关北洋铁路官学堂，隶属于津榆铁路总局。

## 历史

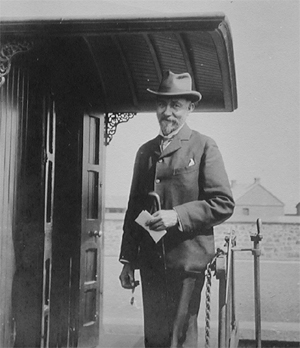
两次上书提议兴办铁路学堂的英籍铁路工程师克劳德·威廉·金达

### 筹备
1891年，为应对俄国修建西伯利亚铁路对中国东北构成的威胁，清政府决定兴建官办关东铁路，由直隶总督兼北洋大臣李鸿章督办，英籍铁路工程师克劳德·威廉·金达任总工程师，并在山海关设立北洋铁轨官路总局。
1893年，唐榆铁路接近完工之际，金达上书李鸿章，建议设立铁路学堂，并提出将其选址于山海关，“桥工各厂均在山海关外，铁路学堂亦宜设在交界处所，以免首尾不应之虞”，意在便于教学与实践结合，但该建议被搁置。
1894年，清政府在中日甲午战争中战败后，决定修建天津至芦沟桥、山海关至营口及新民屯、以及芦沟桥至汉口等铁路线路，亟需铁路领域人才。

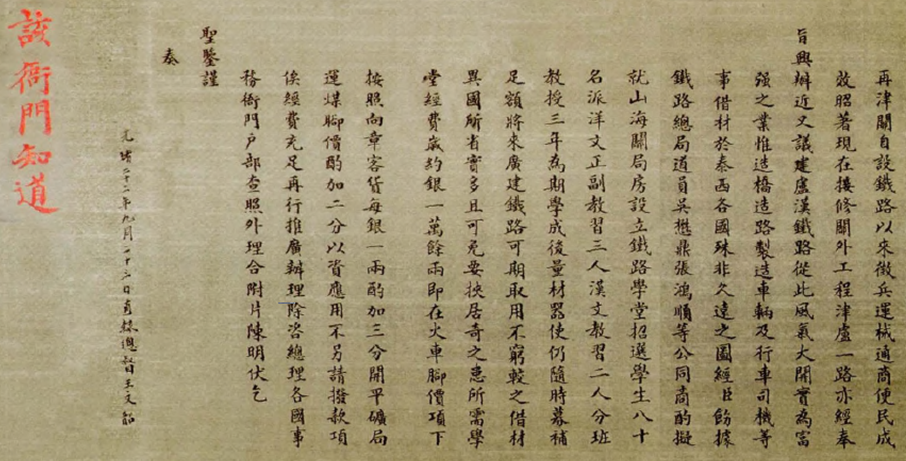
王文韶请求设立铁路学堂的奏折，光绪帝朱批“该衙门知道”同意请示

1895年初，王文韶接替李鸿章出任直隶总督。1896年5月4日，金达再次上书津芦铁路总办胡燏棻，建议设立铁路学堂。奏折中，他指出：“目下中国所急需者，首在多储人才。”朝廷既已决定大力发展铁路，然目前技术人才极为匮乏，即便已有六百里铁路，所需人力仍远不足。若仍依赖外国工程师办理铁路事务，既难以经济节用，又难以加快修路进度。但因李鸿章此前已搁置该提议，王文韶因此没有立刻回应。
1896年10月29日，在金达上述近半年后，王文韶上奏朝廷《奏为拟设立铁路学堂所需经费在火车脚价等项下酌加应用事》，请求设立铁路学堂，拟选址山海关利用北洋铁轨官路总局闲置馆舍以节省成本，获光绪帝准许设立。同年，清廷已成立“津榆铁路总局”，并收购天津-古冶铁路、原中国铁路公司和原北洋官铁路局的资产。王文韶责成胡燏棻会同津榆铁路局总办吴调卿具体规划筹办事宜，拟定校名为山海关铁路学堂。同年11月20日，筹备中的山海关铁路学堂在天津、上海等地的主要报纸上刊登招生启事。

### 北洋大学堂附设铁路学堂

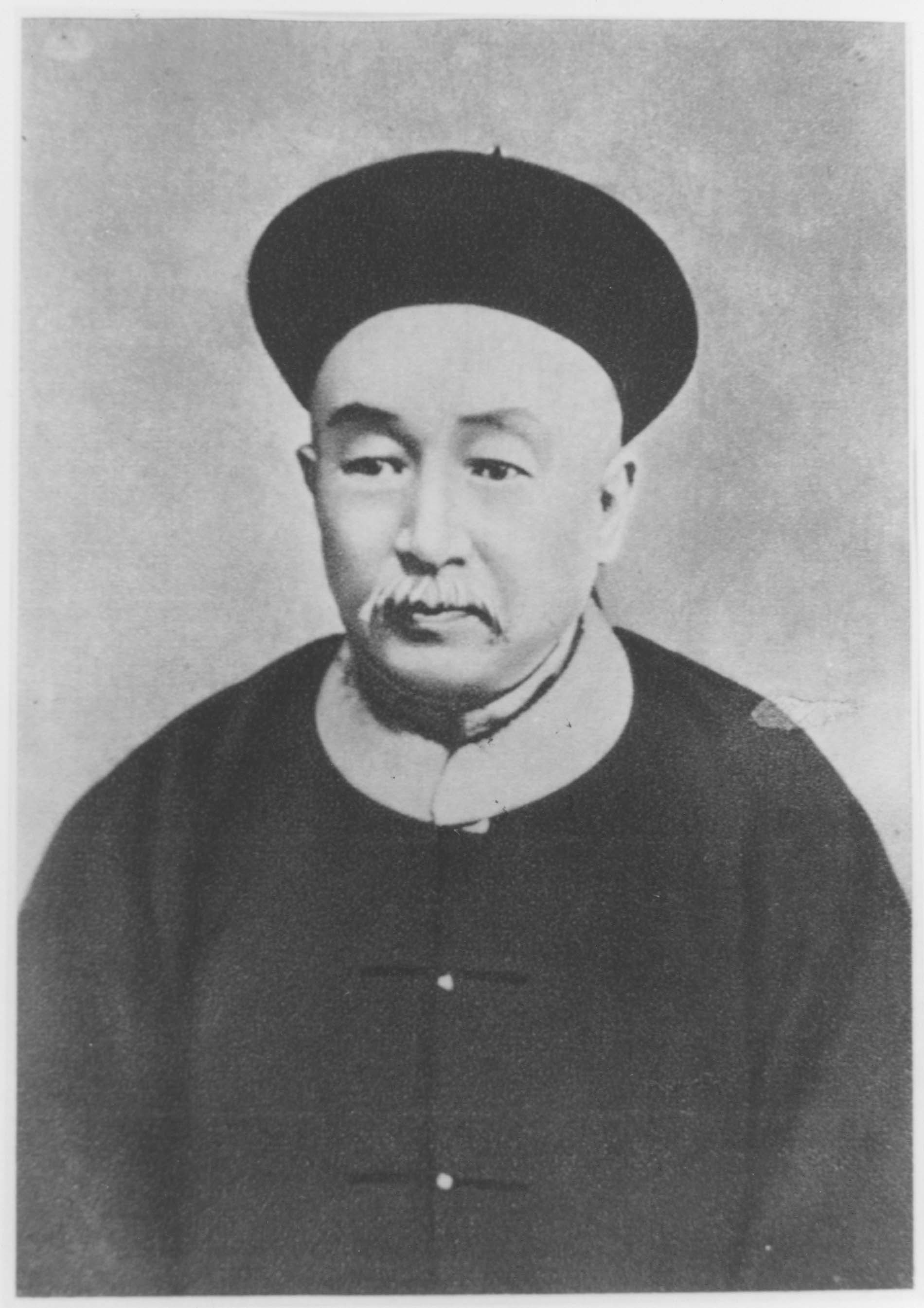
1897年初，盛宣怀令已筹备就绪即将开学的山海关铁路学堂并入北洋大学堂，成为北洋大学堂铁路专科

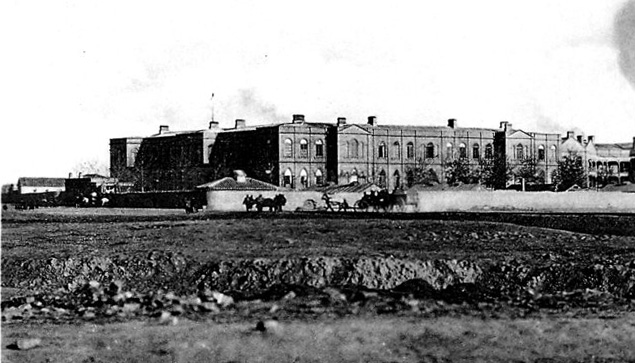
北洋大学堂校舍，铁路学堂最初附设和开办于此

1896年，津榆铁路学堂总办吴调卿委托金达从英国伦敦聘请史卜雷为总教习，但因路途遥远，史卜雷于1897年2月到任。为了能够尽快开学，津榆铁路局从唐山附近的天津武备学堂开平班聘请德国教习沙勒为临时教习，并主持招生，聘天津北洋水师学堂优等生庄仁松、张嘉瑞和梁子丰、赵元礼为中国教习。
学堂原计划招收两班学生40名，但因对学生质量的严格要求，未能招满。1897年1月，沙勒在天津招考学生12名，从开平武备学堂挑选优秀学生8名，共招得20名学生，是津榆铁路学堂的第一届学生。
1897年3月，津榆铁路学堂原定于在山海关的北洋官铁路局工程分局旧址上开办，节省费用，待经费充足时在北戴河购置土地建校。但临近开学，工程分局的房屋未能腾空修缮，津榆铁路局与北洋西学堂商定，暂借该校校舍上课，同时北洋西学堂的教师、图书、仪器可资借用。至此，津榆铁路学堂第一届第一班学生在天津正式开学。6月16日，盛宣怀下令将津榆铁路学堂归并北洋大学堂，北洋大学堂增设铁路一科，由王脩植代兼管，盛宣怀又令其另招学生20名，创办芦汉铁路学堂，归并北洋大学堂一并兼管。因办学经费来源与性质不一，津榆铁路学堂和芦汉铁路学堂同归并北洋大学堂管理，但分开办学，成为北洋大学堂附设的两间铁路学堂。

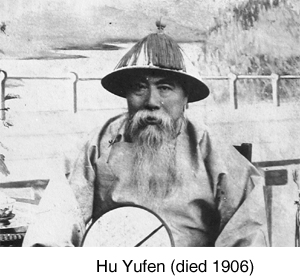
胡燏棻任津芦铁路督办令铁路学堂从北洋大学堂中迁出，迁至山海关独立办学

### 迁往山海关独立办学
1897年7月31日，津榆铁路总局与津卢铁路总局合并为“关内外铁路总局”，胡燏棻出任关内外铁路督办大臣。1897年11月，胡燏棻令北洋大学堂铁路专科自北洋大学堂中析出，独立办学。11月22日，原北洋大学堂铁路专科的20名学生集体乘车离开天津，利用北洋官铁路局工程分局在山海关修建的房屋作为校舍，铁路学堂正式迁至最初规划的山海关，学校正式定名为山海关北洋铁路官学堂。
1899年初，学堂在天津招考录取第二届学生共六人。史卜雷聘期三年届满后回国，由英国人葛礼斐士继任教习，助教为同样毕业于北洋水师学堂的张嘉乐。
1899年，开平武备学堂停办，学生转入山海关铁路学堂继续学习铁路工程，成为第三届学生，尚在聘期内的德国教习沙勒也转入铁路学堂任教。1900年初，铁路学堂在广州、上海两地招收第四届约三四十名学生。

### 停办
1900年6月，义和团运动爆发，俄军借道新建的营口至山海关铁路入侵，占据山海关北洋铁路官学堂校舍，学生被迫提前放假。同年9月30日，山海关炮台被英军攻占，校舍遭受破坏，山海关铁路学堂被迫停办并解散。“学生各自散去，中外籍教师亦另谋职业。”中国教习庄乐峰开始担任清朝路矿大臣张翼的英文翻译:1193。

## 招生与教学

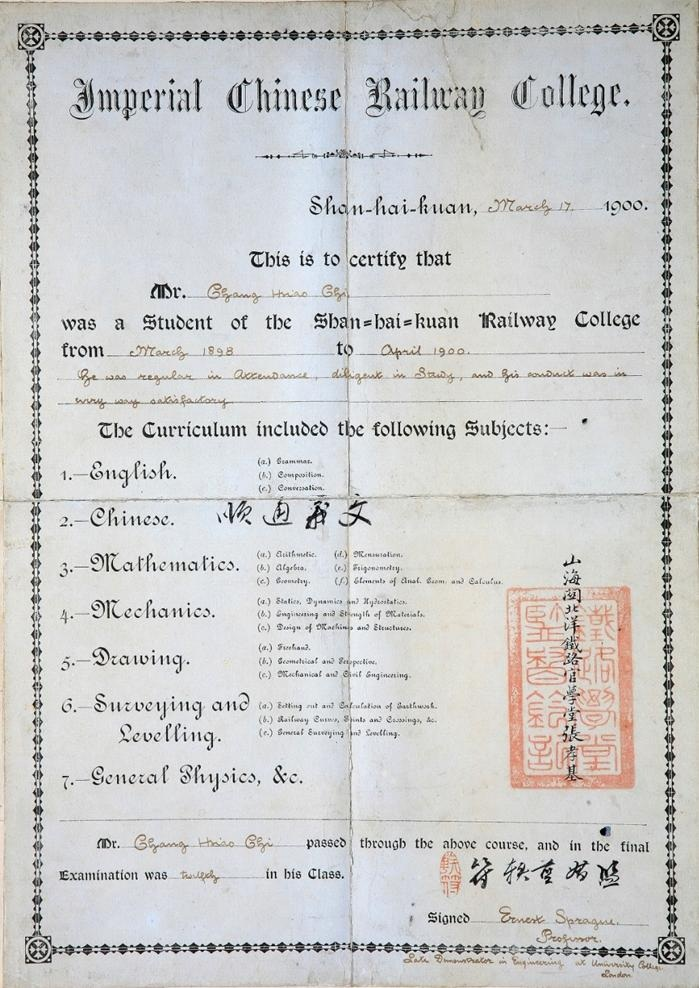
山海关北洋铁路官学堂1900年颁发的文凭

王文韶上奏朝廷《奏为拟设立铁路学堂所需经费在火车脚价等项下酌加应用事》中计划招募学生80人。津榆铁路总局总办吴调卿在筹备铁路学堂在期间，在天津、上海报刊刊登《铁路学堂告白》招生启事，计划初期招收两班学生40名，但因对学生质量的严格要求，未能招满。1897年1月，沙勒在天津招考学生12名，从开平武备学堂挑选优秀学生8名，共招得20名学生，是津榆铁路学堂的第一届学生。
1899年，山海关铁路官学堂在天津招生20名，但多数学生入学后听课出现困难，铁路总局电令将学生送到天津复试甄别，6名复试合格的学生回到学校继续学习，其余则遣送回家。同年，开平武备学堂停办，学生转入山海关铁路学堂学习铁路工程，尚在聘期内的德国教习沙勒也转入铁路学堂任教。1900年初，铁路学堂在广州、上海两地招收第四届约三四十名学生。

## 后续
1902年8月，八国联军从山海关撤军。1903年，督办关内外铁路大臣和山海关内外铁路局总办梁如浩，曾经争取恢复山海关铁路学堂，终因经费问题未能实现。
1905年5月15日，津榆铁路局筹划设立铁路学堂。同年5月30日，铁路局拟定学堂章程。7月21日，选定唐山原开平武备学堂旧址为校址，待唐山新校舍建成后，迁入继续办学，请回原山海关铁路学堂总教习。1906年3月19日，因开平矿务局招收学生并并入唐山铁路学堂，学堂正式更名为“唐山路矿学堂”。